# Enaliarctos
Enaliarctos era un carnivoro enaliarctide, vissuto in America settentrionale (litorale del Pacifico) nel Miocene inferiore, che poteva raggiungere una lunghezza di 1,5 m.
Questo mammifero marino primitivo rappresenta uno stadio iniziale nell'adattamento di un carnivoro terricolo a uno stile di vita marino. Enaliarctos si trova a metà strada fra una lontra e un leone marino. I molari avevano ancora le forme atte a lacerare la carne. Il corpo era idrodinamico e piuttosto simile a quello di una lontra, con zampe e coda, sebbene i piedi fossero già modificati in pinne.
Enaliarctos probabilmente viveva in modo analogo alla lontra marina attuale, passando il tempo sia sulla terraferma sia in acqua, e mangiando diversi animali marini, fra cui pesci e crostacei, per quanto avesse già sviluppato alcune caratteristiche tipiche dei leoni marini, quali occhi grandi, capacità sensoriali raffinate, associate ai baffi, e la specializzazione dell'orecchio interno per rilevare la direzione del suono sott'acqua. Tutte queste capacità sensoriali aiutavano Enaliarctos a localizzare la preda. L'olfatto probabilmente svolgeva un ruolo minore nella caccia, come nei pinnipedi moderni.

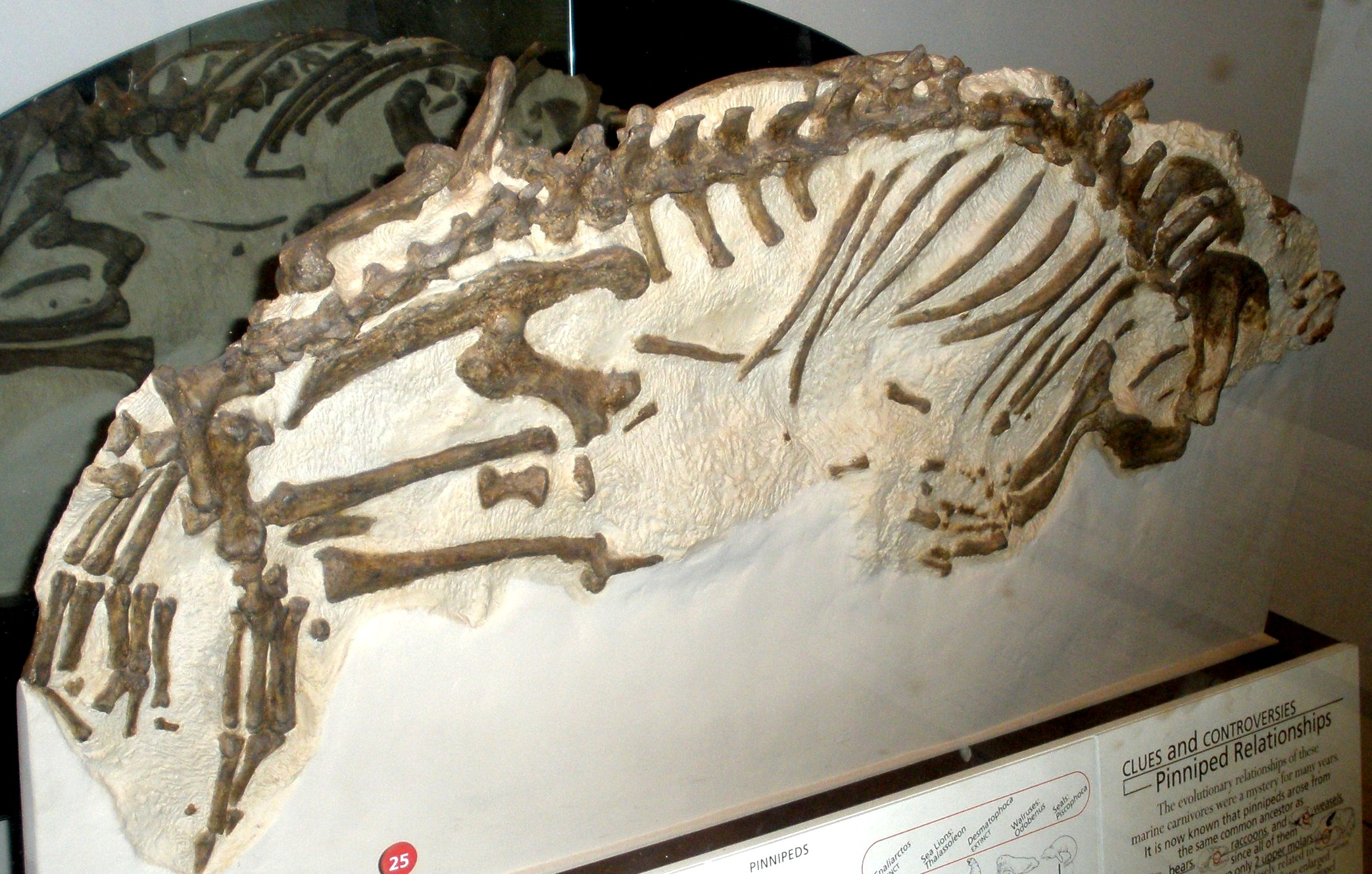
Enaliarctos mealsi